# جونغهوا غونغجو (هوانجو)
الأميرة جونغهوا (정화공주 | 貞和公主), (تاريخ ولادتها غير معروف ~ تاريخ وفاتها غير معروف), هي ابنة هوانجو ملك جوسون بعد الوفاة (桓祖 | 환조).

## حياتها
تاريخ ولادتها غير معروف, هي الابنة الوحيدة لهوانجو (桓祖 | 환조) من زوجته الملكة ويهي من عشيرة تشوي (의혜왕후 최씨 | 懿惠王后 崔氏).
بعد أن خطط أخوها إي سونغ غاي لتأسيس مملكة جوسون بدلاً من غوريو حصل والداها على اللقب الملكي. ومع ذلك لم تحصل هي على اللقب الملكي إلا في عهد الإمبراطور غوجونغ، في سنة 1872 (السنة التاسعة من حكم غوجونغ) في 4 ديسمبر قمري حصلت على اللقب الأميرة الملكية جونغهوا (정화공주 | 貞和公主).
تزوجت من جو ين بيوك (조인벽 | 趙仁璧) ابن جو دون، وأنجبت ابنين: جو أون وجو يون.

## الأسرة

### الأقارب
- الأب : الملك هوانجو.
- الأم : الملكة ويهي من عشيرة تشوي, (의혜왕후 최씨 | 懿惠王后 崔氏) .
- الإخوة :
  - الملك تايجو , ملك مملكة جوسون الأول, إي سونغ غاي (태조 이성계) .
  - الأمير العظيم وانبنغ , إي وونغاي, (완풍대군 이원계 | 完豊君 李元桂) .
  - الأمير العظيم ويآن, إي هوا, (의안대군 이화 | 義安大君 李和) .

### العائلة
- والد الزوج: جو دون (조돈 | 趙暾)، (ولد في 1308 ومات في 1380).
- الزوج: جو ين بيوك (조인벽 | 趙仁璧)، (تاريخ ولادته غير معلوم ومات في 1393).
  - الابن الأكبر: جو أون (조온 | 趙溫)، (ولد في 1347 ومات في 1417).
  - الابن الأصغر: جو يون (조연 | 趙涓)، (ولد في 1374 ومات في 1429).